# Yelizaveta Golubeva
Yelizaveta Serguéyevna Golubeva –en ruso, Елизавета Сергеевна Казелина– (nacida como Yelizaveta Serguéyevna Kazelina, Kírovo-Chepetsk, 19 de septiembre de 1996) es una deportista rusa que compite en patinaje de velocidad sobre hielo.
Ganó seis medallas en el Campeonato Mundial de Patinaje de Velocidad sobre Hielo en Distancia Individual entre los años 2016 y 2021, y cuatro medallas en el Campeonato Europeo de Patinaje de Velocidad sobre Hielo en Distancia Individual entre los años 2018 y 2022.

## Palmarés internacional
| Campeonato Mundial en Distancia Individual | Campeonato Mundial en Distancia Individual | Campeonato Mundial en Distancia Individual | Campeonato Mundial en Distancia Individual |
| Año                                        | Lugar                                      | Medalla                                    | Prueba                                     |
| ------------------------------------------ | ------------------------------------------ | ------------------------------------------ | ------------------------------------------ |
| 2016                                       | Kolomna (Rusia)                            | Medalla de bronce                          | Persecución por equipos                    |
| 2019                                       | Inzell (Alemania)                          | Medalla de bronce                          | Persecución por equipos                    |
| 2019                                       | Inzell (Alemania)                          | Medalla de bronce                          | Salida en grupo                            |
| 2020                                       | Salt Lake City (Estados Unidos)            | Medalla de bronce                          | 1500 m                                     |
| 2021                                       | Heerenveen (Países Bajos)                  | Medalla de bronce                          | 1000 m                                     |
| 2021                                       | Heerenveen (Países Bajos)                  | Medalla de bronce                          | Persecución por equipos                    |
| Campeonato Europeo en Distancia Individual |                                            |                                            |                                            |
| Año                                        | Lugar                                      | Medalla                                    | Prueba                                     |
| 2018                                       | Kolomna (Rusia)                            | Medalla de oro                             | Persecución por equipos                    |
| 2020                                       | Heerenveen (Países Bajos)                  | Medalla de plata                           | Persecución por equipos                    |
| 2022                                       | Heerenveen (Países Bajos)                  | Medalla de bronce                          | Salida en grupo                            |
| 2022                                       | Heerenveen (Países Bajos)                  | Medalla de bronce                          | Persecución por equipos                    |